# Гай Миниций Фундан
Гай Миниций Фундан (на латински: Gaius Minicius Fundanus) е сенатор и политик на Римската империя през края на 1 и началото на 2 век. Произлиза от фамилията Миниции от Тицинум.
Служи като трибун в XII Мълниеносен легион в Кападокия. След това е приет в сената, става квестор, народен трибун, претор и легат на XV Аполонов легион. През 107 г. Миниций Фундан е суфектконсул заедно с Гай Ветений Север. През 122/123 г. е проконсул на Азия.
Той е приятел с Плиний Млади и учи философия и ораторство.